# Vaðlaheiðargöng
Vaðlaheiðargöng is een tunnel in Noordoost IJsland waar de ringweg doorheen loopt. De tunnel is 7,5 kilometer lang en bekort de oorspronkelijke route met 16 kilometer. Ten oosten van Akureyri liep de ringweg langs de oostzijde van de Eyjafjörður naar het noorden om vervolgens over de Víkurskarð bergpas naar het oosten af te buigen. In de winter valt er bij deze pas veel sneeuw, en de weg werd dan met moeite begaanbaar gehouden. Dat was de belangrijkste reden om de tunnel aan te leggen.
Het was de bedoeling dat de tunnel in 2017 opengesteld zou worden, maar gedurende de graafwerkzaamheden stuitte men onverwachts op een ondergrondse warmwaterstroom waardoor er erg veel gloeiend heet water de tunnel in stroomde. Het stelpen van deze watervloed heeft de constructeurs voor grote problemen gesteld en er moesten ingrijpende maatregelen getroffen worden. De tunnel is in december 2018 voor het verkeer opengesteld en in januari 2019 officieel in gebruik genomen. Het is de enige landtunnel op IJsland waar tol voor geheven wordt.
De tunnel loopt onder de Vaðlaheiði hoogvlakte door, vandaar zijn naam.